# バイナリーオプション
バイナリーオプション（英: binary option; BO）は、オプション取引を元にした金融商品の一種。デジタルオプション（英: digital option）、 オールオアナッシングオプション（英: all-or-nothing option）とも呼ばれる。NYSE Americanでは固定リターンオプション（英: fixed return option;FRO）と分類している。
外国為替証拠金取引（FX）の「ハイロー取引」のように為替相場や株価指数の騰落を予測する取引であるが、以下のような特徴がある。

## 特徴
一般的な株式やFXのハイロー取引は、為替相場などの騰落（上昇か下落か）を予測し、その後の値動きに応じて利益か損失が確定し、その値幅に応じて損益金額が変動する。
バイナリーオプションの場合も相場や指数の騰落、一定範囲に入るかを二者択一で予測する取引である。このため「バイナリ（二進数）」「デジタル（0か1）」と呼ばれる。
取引1回ごとに募集があり、購入時にオプション料を支払うことで参加できる。締め切り後、一定の取引時間が経過した時点で予測が的中した場合は払戻し（ペイアウト）が得られる。この場合は利益は最初に支払ったオプション料とペイアウトの差額となる。予測が外れた場合はリターンは無いが損失はオプション料のみとなる。このためオプション料以上の利益が得られるならば、1回ごとの取引では赤字にならない。また多くの業者はオプション料を少額にすることで始めやすくしている。
一見すると単純な取引に思えるが、根拠となる理論は非常に複雑なため素人には理解が難しく、そもそも一定期間の相場予測は専門家でも困難である。またオプション料が少額なことから、リターンを狙って見込みの無い取引をする、短期間で結果が判明することから射幸心を煽られ取引を繰り返すなど、ギャンブルに類似した特性を持つため、短期間で損失額が大きくなる恐れがある。

## 規制
少額で始められるがリスクが高く射幸性が煽られることから、国によってはギャンブルと見なされ禁止する動きがある。

### 日本
金融商品取引法では店頭デリバティブ取引に該当するため、日本の顧客との間でバイナリーオプションの取り扱い業務を行う場合は、海外業者も含め、金融商品取引業の登録が義務付けられている。金融庁ではリスクの高さを警告しているほか、警告を発した無登録業者名を公開している。
2013年、ルールが整備され、取引もわかりやすくなった。
金融庁は「1分や5分で満期を迎えるような短期商品」の取扱いを禁止した。
また日本証券業協会がバイナリーオプション取引に関する規則を制定した
。
- 各銘柄の取引期間を2時間以上となるよう、また、各銘柄の判定期限を同時又は間隔が2時間以上となるよう設定すること（=ハイペースのレンチャンやコロガシはできなくなった）。
- バイナリーオプション購入後満期直前までの間、いつでも途中売却（手じまい売り）できること（=もっとも、それまででも、逆向きのバイナリーオプションを買い両建てすれば同じことはできていた）。
- 提供会社の総どり禁止（=判定価格ちょうどや至近の場合、提供会社が総どりとする社があったがこれを禁止。ルーレットの0を模したものだったと思われる）。
- バイナリーの達成時が「1000円」失敗時が「0円」のような形でのマーケットメイクの表示とすること（=そのようにしていない業者もあった）。
- 口座開設時にオプションやバイナリーオプションの知識を問う複数の問題テストを導入すること（=この問題で、必ず「客の利益は提供会社の損失に、客の損失は提供会社の利益になる」という設問がありこれは「正しい」が正答扱いとなっている。しかし業者は客のポジションを相殺（店内食い合い）したり外部社へ転嫁もできるので正しくない。またこれをいうならば、店頭FXも同じであることを周知しなければ均衡を欠く）。
- 毎月、ペイアウト率（売上総額に対する払い出し総額）を公表すること

これらの措置により国内正規業者の民間向けバイナリーオプション市場は大幅に透明化したが、同時に社ごとの差異もなくなった。このため、射幸心を求める利用者は規制外の海外で提供されている市場に移った。
2014年から、海外でバイナリーオプションなどを取り扱う無登録の業者とインターネット上で取引を行い、「損失が生じても返金に応じない」「高額の支払いを要求された」などのトラブルに遭遇する例が急増しており、国民生活センターが注意を呼び掛けている。
2015年ごろにはオプザイルと呼ばれるバイナリーオプション用の情報商材を売りつける詐欺があった。
2020年ごろからにはオプザイルとは異なり、SNSを通じバイナリーオプション用の分析ツールや教材が入ったUSBメモリを高額で売りつける事例も報告されている。またネズミ講の要素を含む手口も報告されている。

### ヨーロッパ
EUでは、2018年3月27日より取引が禁止された。
イギリスでは、2019年4月2日より取引が禁止された。

### カナダ
カナダでは、2017年9月28日より取引が禁止された。

## リンク
- バイナリーオプション取引にあたってご注意ください！ - 金融庁